# Сръбска доброволческа гвардия
Сръбската доброволческа гвардия (на сръбски: Српска добровољачка гарда, СДГ) е паравоенна доброволческа организация, създадена и предвождана от Желко Ражнатович (широко известен с псевдонима си „Аркан“). Членовете на подразделението са известни с прозвището си „Тигрите на Аркан“ (на сръбски: Арканови Тигрови). Те се сражават в Хърватска (1991 – 1992), Босна и Херцеговина (1992 – 1995) и в Косово и Метохия (1998 – 1999).

## История
Сръбската доброволческа гвардия е създадена на 11 октомври 1990 г. от 20 доброволци измежду феновете на белградския футболен клуб „Цървена Звезда“ край манастира Покайница в село Радован, където на 13 юли 1817 г. е убит Карагеорги. Начело на СДГ застава лидерът на фенгрупата „Делие“ Желко Ражнатович, по прякор Аркан.
След битката при Вуковар в края на ноември 1991 г. правителството на тогавашната Република Сръбска Крайна предава на СДГ казармите, изоставени от ЮНА в Ердут (Западна Славония), където се намира тогавашния щаб и център за обучение на гвардията. В Република Сръбска Крайна „Тигрите“ са отговорни за защитата на републиката от хърватските войски, които се стремят да ликвидират Република Сръбска Крайна, за да възстановят териториалната цялост на Хърватия. СДГ участва и в опазването на реда, изпълнявайки функциите на полицията.
През пролетта на 1992 г. Милорад Улемек (по прякор Легия) се присъединява към гвардията като току-що завърнал се от служба във Френския чуждестранен легион. Улемек има нещо, което останалата част от СДГ, включително техният командир, не притежават – професионално военно обучение, тъй като Легия се е сражавал във войната в Персийския залив.
Отначало Улемек служи като помощник-командир и инструктор, а основната му задача е да обучава новопристигналите доброволци. Обученията се провеждат по същата система както във Френския легион, с единствената разлика, че за се влезе в легиона, е необходимо да се премине строг подбор на всеки, който желае да бъде приет в СДГ. Обучението, извършвано от Улемек, обаче се оказва такова, че за цялото време на участие в двете войни непоправимите загуби на гвардията възлизат на едва около 50 души.
В допълнение към битките за Република Сръбска Крайна, гвардията взема активно участие в събития като освобождаването на градовете Биелина и Зворник от войските на армията на Босна и Херцеговина и възстановяването на автономията на Република Западна Босна.
Сръбската доброволческа гвардия е разпусната официално след края на Война в Босна и Херцеговина през април 1996 г.

## Обвинения във военни престъпления
На 23 септември 1997 г. прокурорът на Международния трибунал за бивша Югославия Луиза Арбър повдига обвинения срещу Желко Ражнатович за събитията от септември 1995 г. в селищата Сански мост, Търново и околностите им. Ражнатович е обвинен като тогавашен командир на СДГ. Обвинителният акт, първоначално пазен в тайна, както се изисква от политиката на Международния трибунал, все пак е оповестен публично на 31 март 1999 г., тъй като има предположения, че Аркан може да участва във войната в Косово.
През 1992 г. са разпространени снимки, направени от американския фотограф Рон Хавив в Биелина, показващи телата на трима души, които според Хавив са били убити от бойци на СДГ.

## Участие в Косовската война
Въпреки общоприетото погрешно схващане, СДГ не участва във войната в Косово. Това не попречва на бившите бойци и командири на гвардията да постъпят на служба в сръбската армия или полиция и да бъдат изпратени в Косово като част от тях, като лично Желко Ражнатович публично ги призовава да го направят през лятото на 1998 г.
Милорад Улемек „Легия“, веднага след разпускането на СДГ, се прехвърля с подчинените му специални сили „Супер тигри“ в специалните сили на отдела за държавна сигурност на Сърбия „Червени барети“, а през 1999 г. той отива на косовския фронт вече в чин полковник от Службата за държавна сигурност на Сърбия, когато е и командир на всички „Червени барети“.
Самият Ражнатович заявява, че ще събере гвардията отново само в случай на сухопътна операция на НАТО в Косово. По това време периодично се появяват твърдения, че Аркан все пак командва някои формирования от сръбската армия, например след бомбардировката на китайското посолство в Белград от самолети на НАТО, някои медии избързват да съобщят, че целта е хотел „Югославия“ до сградата на посолството, където се твърди, че се е помещавал командният щаб на „Тигрите“. По-късно тази информация не беше потвърдена.